# Hraničné Petrovice
Hraničné Petrovice – miejscowość i gmina (obec) w Czechach, w kraju ołomunieckim, w powiecie Ołomuniec. W 2022 roku liczyła 144 mieszkańców.
Pierwsza wzmianka o miejscowości pochodzi z 1353 roku. Obecna gmina powstała w 1798 roku z połączenia dwóch wsi: Hraničné i Petrovice. Do 1945 roku mieszkała tu głównie ludność niemiecka.